# Peshawar (Distrikt)

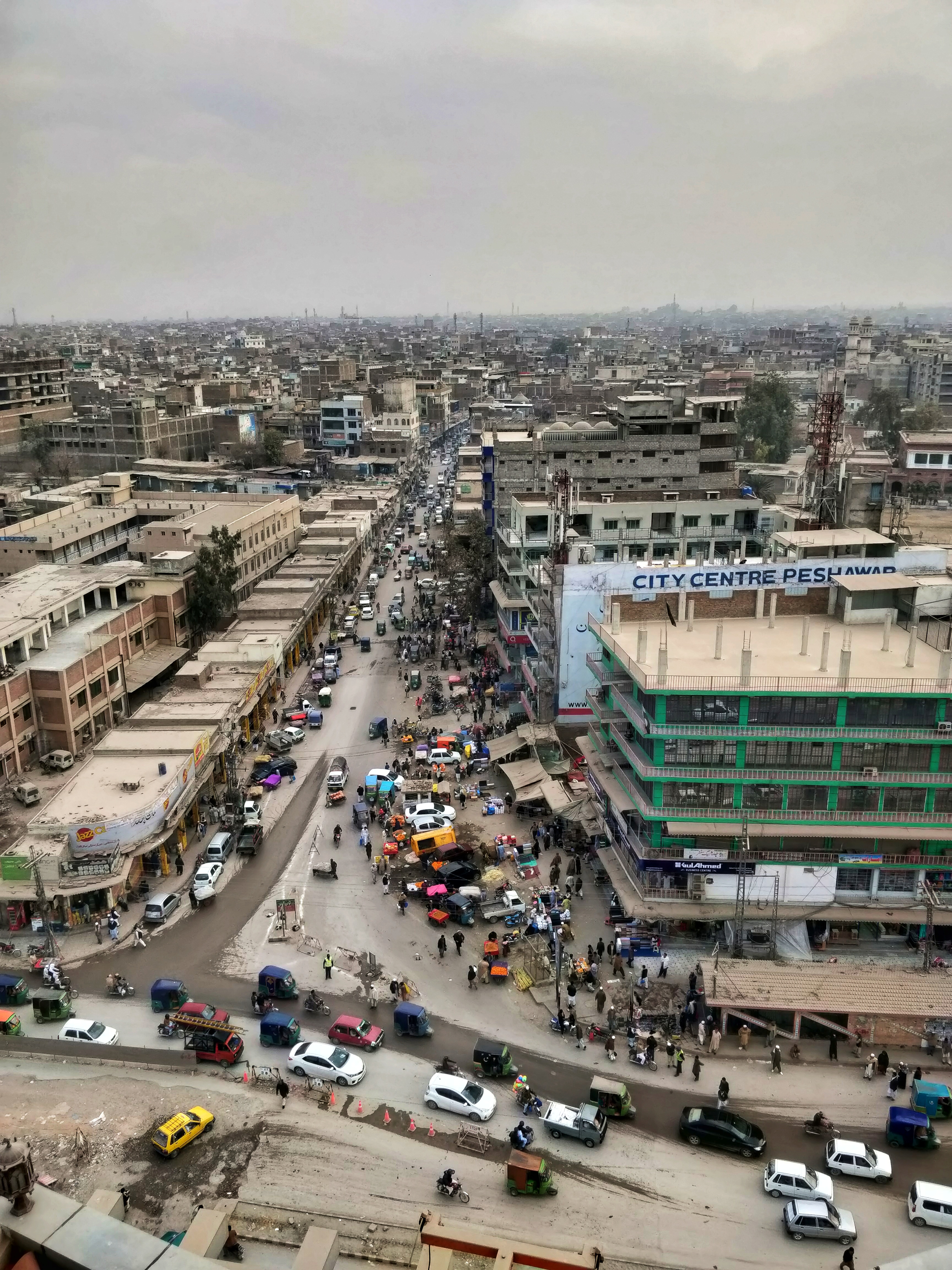
Stadtzentrum von Peshawar

Der Distrikt Peshawar (paschtunisch پېښور ولسوالۍ; Urdu ضلع پشاور) ist ein Verwaltungsdistrikt in Pakistan in der Provinz Khyber Pakhtunkhwa. Sitz der Distriktverwaltung ist die gleichnamige Stadt Peshawar.
Der Distrikt hat eine Fläche von 1257 km² und nach der Volkszählung von 2017 4.269.079 Einwohner. Die Bevölkerungsdichte beträgt 3396 Einwohner/km².

## Geografie
Der Distrikt befindet sich im Zentrum der Provinz Khyber Pakhtunkhwa, die sich im Norden von Pakistan befindet.

## Geschichte
Peshawar liegt an einer geostrategisch wichtigen Stelle und hat eine reiche Geschichte. Der Distrikt und die Stadt in ihrem Zentrum haben den Aufstieg und Fall vieler Zivilisationen erlebt. Es war einst das Zentrum der Gandhara-Zivilisation und wurde später von Persern, Griechen, Buddhisten, Kuschanern, Afghanen, Moguln, Sikhs und Briten regiert.

## Demografie
Zwischen 1998 und 2017 wuchs die Bevölkerung um jährlich 3,99 %. Von der Bevölkerung leben ca. 46 % in städtischen Regionen und ca. 54 % in ländlichen Regionen. In 489.843 Haushalten leben 2.201.257 Männer, 2.067.591 Frauen und 231 Transgender, woraus sich ein Geschlechterverhältnis von 106,5 Männer pro 100 Frauen ergibt und damit einen für Pakistan häufigen Männerüberschuss.
Die Alphabetisierungsrate in den Jahren 2014/15 bei der Bevölkerung über 10 Jahren liegt bei 62 % (Frauen: 42 %, Männer: 78 %) und damit über dem Durchschnitt der Provinz Khyber Pakhtunkhwa von 53 %.
| Jahr | Einwohnerzahl |
| ---- | ------------- |
| 1972 | 807.012       |
| 1981 | 1.113.303     |
| 1998 | 2.026.851     |
| 2017 | 4.269.079     |